# Friedrich Wilhelm Retz
Friedrich Wilhelm Retz (* 29. März 1845 in Neuenstadt; † 16. Juni 1923 in Yokohama) war ein deutscher Unternehmer in Japan und dort Honorar-Konsul für Holland, Norwegen und Schweden.

## Berufliche Entwicklung
Nach einer kaufmännischen Ausbildung arbeitete Friedrich Wilhelm Retz vor 1870 in Paris. Mit Beginn des deutsch-französischen Krieges 1870 verließ er Frankreich und leistete bei der preußischen Armee bis zum Kriegsende 1871 seinen Wehrdienst. Nach Kriegsende kehrte er nach Paris zurück.
Im Oktober 1872 wanderte Friedrich Wilhelm Retz nach Japan aus und fand eine Anstellung bei Eulogius Schwartz, der das Uhrmacher- und Juwelierunternehmen Schwartz & Co. in Yokohama führte. 1874 gründete Retz seine eigene Firma unter dem Namen „F.Retz & Co.“, ebenfalls mit Geschäftssitz in Yokohama. Unmittelbar danach begann er mit der Einfuhr von Uhren aus der Schweiz. Als Schwartz 1876 sein Geschäft aufgab übernahm Retz dessen Verkaufsbereich in Yokohama. In dieser Zeit lebte er im Stadtteil „Nak-ku“, einem typischen Fremdenwohnviertel, das auch im Englischen als „The Bluff“ bezeichnet wurde. Zwischenzeitlich hatte Retz ein Geschäfts- und Wohnhaus aus Stein bauen lassen. Um das Jahr 1881 begann er sein Geschäfts- und Tätigkeitsfeld zu erweitern und wurde Generalvertreter der  Actien-Bierbrauerei Coburg für Japan. Sein Bruder leitete als Braumeister den Braubetrieb in Coburg. Retz baute diesen Geschäftszweig in Yokohama mit seinem Partner Leon Jacuet auf. Für den Verkauf eröffneten sie 1882 eine Bar im Stadtteil Nak-ku und die Gaststätte „Cave du Madoc“, ebenfalls in Yokohama. Um 1881 fungierte er darüber hinaus als Agent der österreichisch-ungarischen Lloyds Dampfschifffahrtsgesellschaft.
Nachdem die Löwenbrauerei Freiburg und 1887 die Radbrauerei Aalen seine Vertragspartner wurden, plante Friedrich Wilhelm Retz gemeinsam mit seinem Bruder um 1891 erfolglos, eine eigene Brauerei in Yokohama aufzubauen. Nachdem weitere Schritte der Expansion in anderen Branchen ebenfalls nicht den erwarteten Erfolg brachten, trennte sich Retz 1892 von seinen Teilhabern. Im Jahre 1891 kaufte er die Uhrenfabrik von Fritz Denni im schweizerischen La Caux-de-Fonds (Neuenburg). 1895 eröffnete er in Kobe eine Niederlassung seines Unternehmens und die Leitung übernahm sein Neffe. Zeitnah erwarb er eine Villa in Kamakura, die nun der Familie als Zweitwohnsitz diente und in der sie sich auch sehr häufig aufhielten. Dennoch blieb Retz ein aktives Mitglied der „Yokohama-Gemeinde“. Seine besonderen Verdienste bestanden hier darin, dass er sich über viele Jahre an der Entwicklung der Deutschen Schule von Yokohama aktiv beteiligte. Außerdem gehörte er zu den aktiven Mitgliedern der Deutschen Gesellschaft für Deutsche Gesellschaft für Natur- und Völkerkunde Ostasiens (OAG), die ihm vor allem wegen des kommunikativen Austausches und der Möglichkeiten zur Begegnung mit Persönlichkeiten aus Politik, Wirtschaft und internationalen Netzwerken wichtig war.
Mit Ausbruch des russisch-japanischen Krieges 1904 unterstützte er finanziell das Japanische Rote Kreuz. Während des Krieges hatte Retz die als deutsche Militärbeobachter in Japan weilenden und mit ihm befreundeten Karl Anton von Hohenzollern (1868–1919) und Major Friedrich Bronsart von Schellendorf (1864–1950) als Gäste in seinem Haus. Für die finanziellen Hilfeleistungen erhielt er nach dem Krieg das Verdienstkreuz der Organisation des Japanischen Roten Kreuzes verliehen. Nach dem Krieg ab Februar 1905 übernahm Retz die Verantwortung für die Konsulate von Holland, Norwegen und Schweden in Japan. In Anerkennung seiner Verdienste erhielt er 1908 die Auszeichnung als „Ridder van Oranja-Nassau“ und fast zeitgleich den „Preußischen Kronenorden 3. Klasse“ in Würdigung seines Engagements für Deutschland. Zu Retz Beratern in rechtlichen und wirtschaftlichen Angelegenheiten gehörte der Vizekonsul Hans Kühne (1875–1963), tätig zu dieser Zeit im deutschen Konsulat von Yokohama.
In den 1920er Jahren erkrankte Friedrich Wilhelm Retz schwer und verstarb am 16. Juni 1923 in Yokohama. Seine Beisetzung erfolgte auf dem Ausländer-Friedhof von Yokohama.

## Familie
Friedrich Wilhelm Retz war verheiratet mit der ungarischen Staatsbürgerin Adelheid geborene Vanek (* 1854), die aus Budapest kam. Sie lebte seit 1874 in Yokohama. Aus der Ehe gingen vier Kinder hervor: Adele Marie (* 1875), Luise (* 1876), Friedrich Wilhelm Karl (1880–1891) und Paula Sophie (* 1882), die alle in Yokohama geboren wurden. Kurz nach der Geburt des 4. Kindes reiste Adelheid Retz, oder Adele wie sie genannt wurde, 1883 mit den Kindern nach Deutschland. Hier hielt sie sich etwa 10 Jahren auf und kehrte 1892 nach Yokohama zurück.
Seine Tochter Paula Sophie (1882–1964) heiratete 1905 den in Japan tätigen Kaufmann Richard Schmidt-Scharff (1871–1954).

## Ehrungen
1890 erfolgte Retz' Ernennung zum Ritter des Kaiserlich-Österreichischen Franz-Joseph-Ordens.